# 對角矩陣
對角矩陣（英語：diagonal matrix）是一类除主對角線之外的元素皆為0的矩陣。對角線上的元素可以為0或其他值。因此若n阶方块矩阵{\displaystyle \mathbf {D} } = (di,j)符合以下性質：
{\displaystyle d_{i,j}=0{\mbox{ if }}i\neq j\qquad \forall i,j\in \{1,2,\ldots ,n\}}
則矩陣{\displaystyle \mathbf {D} }為對角矩陣。

## 例子
{\displaystyle {\begin{bmatrix}1&0&0\\0&2&0\\0&0&3\end{bmatrix}}}
均為對角矩陣

## 矩陣運算
加法
{\displaystyle {\begin{bmatrix}a_{1}&&&\\&a_{2}&&\\&&\ddots &\\&&&a_{n}\end{bmatrix}}+{\begin{bmatrix}b_{1}&&&\\&b_{2}&&\\&&\ddots &\\&&&b_{n}\end{bmatrix}}={\begin{bmatrix}a_{1}+b_{1}&&&\\&a_{2}+b_{2}&&\\&&\ddots &\\&&&a_{n}+b_{n}\end{bmatrix}}}
乘法
{\displaystyle {\begin{bmatrix}a_{1}&&&\\&a_{2}&&\\&&\ddots &\\&&&a_{n}\end{bmatrix}}{\begin{bmatrix}b_{1}&&&\\&b_{2}&&\\&&\ddots &\\&&&b_{n}\end{bmatrix}}={\begin{bmatrix}a_{1}b_{1}&&&\\&a_{2}b_{2}&&\\&&\ddots &\\&&&a_{n}b_{n}\end{bmatrix}}}
逆矩阵
{\displaystyle {\begin{bmatrix}a_{1}&&&\\&a_{2}&&\\&&\ddots &\\&&&a_{n}\end{bmatrix}}^{-1}={\begin{bmatrix}a_{1}^{-1}&&&\\&a_{2}^{-1}&&\\&&\ddots &\\&&&a_{n}^{-1}\end{bmatrix}}}
若且唯若 {\displaystyle a_{1},a_{2},\cdots ,a_{n}} 均不為零。

## 性質
- 單位矩陣 {\displaystyle \mathbf {I} _{n}} 及零矩陣恆為對角矩陣。
- 對角矩陣是對稱矩陣、上三角矩陣及下三角矩陣。
- (定义)若对角矩阵主对角线上的元素都相等，则又称其为数量矩阵。(性质)数量矩阵可表示為單位矩陣及一个系数 {\displaystyle \lambda } 的乘積 {\displaystyle \lambda \mathbf {I} _{n}}；单位矩阵和零矩阵可以被视作为特殊的数量矩阵。
- 對角矩陣 {\displaystyle {\text{diag}}\left(a_{1},\dots ,a_{n}\right)} 的特徵值為 {\displaystyle a_{1},\dots ,a_{n}}，其特徵向量為單位向量 {\displaystyle \mathbf {e} _{1},\dots ,\mathbf {e} _{n}}。
- 對角矩陣 {\displaystyle {\text{diag}}\left(a_{1},\dots ,a_{n}\right)} 的行列式為其特徵值的乘積，即 {\displaystyle \prod _{i=1}^{n}a_{i}}。

## 方阵与对角矩阵相似的充分必要条件
{\displaystyle n}阶方阵可进行对角化的充分必要条件是：
- {\displaystyle n}阶方阵存在{\displaystyle n}个线性无关的特征向量
  - 推论：如果这个{\displaystyle n}阶方阵有{\displaystyle n}阶个不同的特征值，那么矩阵必然存在相似矩阵
- 如果{\displaystyle n}阶方阵存在重复的特征值，每个特征值的线性无关的特征向量的个数恰好等于该特征值的重复次数